# São Romão do Coronado
São Romão do Coronado (llamada oficialmente Coronado (São Romão)) era una freguesia portuguesa del municipio de Trofa, distrito de Oporto.

## Historia
Fue suprimida el 28 de enero de 2013, en aplicación de una resolución de la Asamblea de la República portuguesa promulgada el 16 de enero de 2013 al unirse con la freguesia de São Mamede do Coronado, formando la nueva freguesia de Coronado (São Romão e São Mamede).